# عضلات إبهام اليد
تتكون عضلات الإبهام من تسع عضلات هيكلية تقع في اليد والساعد. تسمح العضلات بثني الإبهام وبسطه وتقريبه وتبعيده ومقابلته. يمكن تقسيم العضلات المشاركة بحركة الإبهام إلى مجموعتين: عضلات اليد الخارجية، مع بطون عضلاتها الموجودة في الساعد، وعضلات اليد الداخلية، ذات البطون الموجودة في اليد.
يمكن مقارنة العضلات بأسلاك الشد التي تدعم سارية العلم، فيجب توفير التوتر الناتج عن أسلاك الشد العضلية في جميع الاتجاهات للحفاظ على ثبات العمود المفصلي الذي تشكله عظام الإبهام، ولأن العضلات تحافظ على هذا الثبات بصورة فعالة بدلًا من القيود المفصلية، تميل معظم العضلات المتصلة بالإبهام إلى أن تكون نشطة في أثناء معظم حركات الإبهام. 

## العضلات الخارجية
تنشأ عضلة الساعد البطنية، أو العضلة المثنية الطويلة، على الجانب الأمامي من الكعبرة القاصية إلى الأحدوبة الكعبرية ومن الغشاء بين العظمين. تمر عبر النفق الرسغي في غمد وتر منفصل، وبعدها تقع بين رؤوس العضلة المثنية القصيرة. تتثبت أخيرًا على قاعدة سلامية الإبهام القاصية. يعصبها الفرع الأمامي بين العظام من العصب الناصف (سي7-سي8).
تشارك ثلاث عضلات ظهرية من عضلات الساعد في حركة الإبهام:
تنشأ العضلة الطويلة المبعدة لإبهام اليد على الجانب الظهري لعظمي الزند والكعبرة، ومن الغشاء بين العظمين. تنغرز في قاعدة العظم السنعي الأول خلال مرورها عبر الحيز الأول من الوتر. يصل جزء من وترها إلى العظم المربعي، بينما يندمج جزء آخر مع أوتار العضلة الباسطة القصيرة لإبهام اليد والعضلة القصيرة المبعدة لإبهام اليد. باستثناء حركة تبعيد اليد، تثني العضلة اليد نحو الراحة وتبعدها تبعيدًا كعبريًا. يعصبها الفرع العميق من العصب الكعبري (سي7-سي8).
تنشأ العضلة الباسطة الطويلة لإبهام اليد على الجانب الظهري من الزند والغشاء بين العظمين. تمر عبر حيز الوتر الثالث، وتنغرز على قاعدة سلامية الإبهام البعيدة. تستخدم الحديبة الظهرانية على النهاية السفلية من الكعبرة بمثابة مرتكز لبسط الإبهام والانثناء الظهراني وتبعد اليد عند الرسغ. يعصبها الفرع العميق من العصب الكعبري (سي7-سي8)
تنشأ العضلة الباسطة القصيرة لإبهام اليد على المنطقة من الزند القاصي حتى مبعدة الإبهام الطويلة، ومن الغشاء بين العظمين، ومن الجانب الظهري من الكعبرة. بالمرور من خلال حيز الوتر الأول مع مبعدة الإبهام الطويلة، تنغرز على قاعدة السلامية القريبة من الإبهام. تبسط العضلة الإبهام، وتبعده أيضًا نتيجة علاقتها الوثيقة بمبعدة الإبهام الطويلة. يعصبها الفرع العميق من العصب الكعبري (سي8-تي1)
تشكل أوتار باسطة الإبهام الطويلة وباسطة الإبهام القصيرة ما يُعرف باسم مسعط المشرحين (تفرّض على الجانب الوحشي للإبهام عند قاعدته). يمكن جس الشريان الكعبري من الأمام عند الرسغ (وليس عند مسعط المشرحين).

## العضلات الداخلية
يمكن تقسيم عضلات الإبهام الداخلية إلى مجموعتين؛ العضلات الرانفة والعضلات الأخرى. تشمل المجموعة الأولى العضلات الموجودة على راحة اليد عند قاعدة الإبهام. وتتكون من ثلاث عضلات: مبعدة الإبهام القصيرة، ومثنية الإبهام القصيرة، والعضلة المقابلة للإبهام، أما العضلتان اللتان تؤثران في حركة الإبهام هما مقربة الإبهام والعضلة الظهرانية الأولى بين عظام اليد.